# Флаг Шемышейки
Флаг городского поселения «Рабочий посёлок Шемыше́йка» Шемышейского муниципального района Пензенской области Российской Федерации.

## Описание
«Флаг представляет собой прямоугольное белое полотнище с отношением ширины к длине 2:3, несущее в центре малиновую фигуру, обозначающую горизонтально вытянутую выделанную кожу, и на её фоне — жёлтое изображение пряжки».

## Обоснование символики
Белое полотнище флага означает чистоту, миролюбие многонационального населения края, основной цвет народных одеяний мордвы, русских.
Малиновая (пурпурная) шкура олицетворяет кожевенное ремесло исторического поселения Шемышейка, символ искусности и мастерства местных ремесленников.
Пряжка — сюльгама — деталь мордовского народного костюма. Изображение сюльгамы олицетворяет скрепительно-связующий смысл совместного, многовекового, мирного и дружного проживания мордвы и русских.
Белый цвет (серебро) — символ чистоты, совершенства, мира и взаимопонимания.
Жёлтый цвет (золото) — символ богатства, стабильности, уважения и интеллекта.
Малиновый цвет (геральдический пурпур) — символ достоинства, величия, благородства.